# جوني باتون
جوني باتون (بالإنجليزية: Johnny Paton)‏ (2 أبريل 1923 بغلاسكو في المملكة المتحدة - 2 أكتوبر 2015 في المملكة المتحدة) هو مدرب كرة قدم ولاعب كرة قدم بريطاني (وحمل سابقاً جنسية المملكة المتحدة لبريطانيا العظمى وأيرلندا) في مركز الهجوم. شارك مع منتخب اسكتلندا لكرة القدم. أما مع النوادي، فقد لعب مع تشيلسي وليدز يونايتد ونادي برينتفورد ونادي سلتيك ونادي واتفورد وNew York Americans (soccer) ‏.

## وصلات خارجية
- جوني باتون على موقع قاعدة بيانات كرة القدم.إي يو (الإنجليزية)